# Judgement2017〜DDT旗揚げ20周年記念大会〜
『Judgement2017〜DDT旗揚げ20周年記念大会〜』（ジャッジメント2017 ディーディーティーはたあげにじゅうしゅうねんきねんたいかい）とは、日本のプロレス団体DDTプロレスリングによる、さいたまスーパーアリーナ メインアリーナで行われた興行である。
2016年3月21日、DDT両国国技館大会にてさいたまスーパーアリーナのメインアリーナで行なうことが発表された。

## 試合
| 第一アンダーマッチ DNA提供試合 20分一本勝負 |                                                                   |                                                                                        |
| レッカ 下村大樹 ●上野勇希 | 8分8秒 投げっ放しパワーボム→体固め                                | 島谷常寛 吉村直巳◯ 鈴木大                                                              |
| 第二アンダーマッチ 東京女子プロレス提供試合 20分一本勝負 |                                                                   |                                                                                        |
| 優宇 ◯ミル・クラウン 伊藤麻希 | 10分23秒 ミルクラッチα                                            | 才木玲佳 辰巳リカ 滝川あずさ●                                                          |
| ダークマッチ アイアンマンヘビーメタル級＆キング・オブ・ダーク両選手権時間差入場バトルロイヤル「祝・DDTプロレス旗揚げ20周年記念ドラマティック・ランボー」時間無制限勝負                                                             |                                                                   |                                                                                        |
| ＜アイアンマン王者＞こたつ |                                                                   |                                                                                        |
| ＜キング・オブ・ダーク王者＞伊橋剛太 |                                                                   |                                                                                        |
| 出場選手(入場順) MIKAMI、GENTARO、美月凛音、柿本大地、橋本友彦、バンビ、ポイズン澤田JULIE、ゴージャス松野、DJニラ、トランザム★ヒロシ、松永智充、星誕期、ワンチューロ、ヨシヒコ、伊橋剛太、マッド・ポーリー、こたつ、澤宗紀、大家健 |                                                                   |                                                                                        |
| ◯橋本 | 3分56秒 チョークスラム→体固め                                     | 美月●                                                                                  |
| ◯ポイズン澤田 | 5分17秒 OTR                                                       | 柿本●                                                                                  |
| ◯ポイズン澤田 | 5分27秒 OTR                                                       | GENTARO●                                                                               |
| ◯ポイズン澤田 | 5分27秒 OTR                                                       | バンビ●                                                                                |
| ◯ポイズン澤田 | 5分35秒 OTR                                                       | MIKAMI●                                                                                |
| ◯ポイズン澤田 | 5分53秒 OTR                                                       | 橋本●                                                                                  |
| ◯松野 | 6分45秒 乱入したDJニラに傘で刺された弾みに倒れ込む→体固め         | ポイズン澤田●                                                                          |
| ◯ヨシヒコ | 11分21秒 OTR                                                      | 松永●                                                                                  |
| ◯ヨシヒコ | 11分23秒 OTR                                                      | 星誕期●                                                                                |
| ◯ヨシヒコ | 11分27秒 輪廻転生                                                 | 松野●                                                                                  |
| ◯トランザム★ヒロシ | 12分20秒 みちのくドライバーⅡ・オン・ザ・こたつ→体固め             | ヨシヒコ●                                                                              |
| ◯マッド・ポーリー | 13分30秒 リバース・スプラッシュ→体固め                            | 伊橋●                                                                                  |
| 第19代王者が初防衛に成功 |                                                                   |                                                                                        |
| ◯こたつ | 14分37秒 クロスカウンターで倒れ込んだところを押さえ込む→体固め    | トランザム★ヒロシ●                                                                     |
| ◯こたつ | 14分37秒 クロスカウンターで倒れ込んだところを押さえ込む→体固め    | マッド・ポーリー●                                                                      |
| ◯ワンチューロ | 15分8秒 澤の伊良部パンチで倒れ込む→体固め                         | こたつ●                                                                                |
| ワンチューロが第1209代王者に |                                                                   |                                                                                        |
| ◯ワンチューロ | 17分6秒 OTR                                                       | 大家●                                                                                  |
| ◯ワンチューロ | 17分6秒 OTR                                                       | 澤●                                                                                    |
| アイアンマンヘビーメタル級選手権試合 |                                                                   |                                                                                        |
| ●ワンチューロ | 13時43分 ステージ上からのスーパーフライ→体固め                    | ヨシヒコ◯                                                                              |
| ヨシヒコが第1210代王者に |                                                                   |                                                                                        |
| オープニングマッチ KO-D6人タッグ選手権3WAYマッチ 60分一本勝負 |                                                                   |                                                                                        |
| 樋口和貞 岩崎孝樹 渡瀬瑞基 (第28代王者組) | 8分11秒 キャノンボール450°→片エビ固め                             | 高尾蒼馬 彰人 ヤス・ウラノ● (挑戦者組) 大石真翔 勝俣瞬馬 MAO◯ (挑戦者組)               |
| 第28代王者組、2度目の防衛に失敗。NωAが第29代王者となる |                                                                   |                                                                                        |
| 第二試合 スペシャル8人タッグマッチ 30分一本勝負 |                                                                   |                                                                                        |
| 大鷲透 ●平田一喜 アントーニオ本多 レディビアード | 10分9秒 ウラカンラナ・インベルティダ                              | ジャガー横田 石井慧介 高梨将弘 ゆに◯                                                   |
| アイアンマンヘビーメタル級選手権試合 |                                                                   |                                                                                        |
| ●ヨシヒコ | 14時41分 押さえ込む→体固め                                        | こたつ◯                                                                                |
| こたつが第1211代王者に |                                                                   |                                                                                        |
| アイアンマンヘビーメタル級選手権試合 |                                                                   |                                                                                        |
| ●こたつ | 14時42分 チ●コ投げ→体固め                                         | ジョーイ・ライアン◯                                                                    |
| ライアンが第1212代王者に |                                                                   |                                                                                        |
| 第三試合 入江茂弘凱旋スペシャルシングルマッチ 30分一本勝負 |                                                                   |                                                                                        |
| ◯入江茂弘 | 8分44秒 タズミッション                                            | マイク・ベイリー●                                                                      |
| 第四試合 スーパー女子プロ大戦2017 30分一本勝負 |                                                                   |                                                                                        |
| ◯里村明衣子 赤井沙希 中島翔子 | 7分56秒 デスバレーボム→片エビ固め                                 | アジャ・コング チェリー 山下実優●                                                      |
| 第五試合 大山峻護プロレスチャレンジマッチ 30分一本勝負 |                                                                   |                                                                                        |
| ◯高山善廣 ディック東郷 | 13分15秒 エベレスト・ジャーマン・スープレックス・ホールド         | KUDO 大山峻護●                                                                         |
| 第六試合 PRO WRESTLING TEES presents「DDTがDDTであるために」20年のエンタメ集大成！ワールドワイド世界一ヤバいヤツ決定戦～アイアンマンヘビーメタル級選手権アナルエクスプロージョンデスマッチ 30分一本勝負                            |                                                                   |                                                                                        |
| ●ジョーイ・ライアン （第1212代王者） | 12分3秒 男色ドライバー→漢固め                                     | 男色ディーノ◯ （挑戦者）                                                               |
| ※20周年を迎えたDDTは今後、世界に向けて発信しなければならない点を踏まえ、以下の取り組みで開催いたします。 |                                                                   |                                                                                        |
| (1)DDT20周年のエンターテインメント性の粋を結集した演出をします。 |                                                                   |                                                                                        |
| (2)スーパー・ササダンゴ・マシンがインターナショナル・パワーポイントを披露します。 |                                                                   |                                                                                        |
| (3)全世界に向け、日本語だけでなく英語、中国語、スペイン語の各実況席を設置します。 |                                                                   |                                                                                        |
| (4)ただし、DDT UNIVERSE生配信に伴い著作権の問題で音楽には依存しません。 |                                                                   |                                                                                        |
| (5)万が一危険なシーンに及んだ場合はフタ絵で対応します。 |                                                                   |                                                                                        |
| 第1212代王者が防衛に失敗、ディーノが第1213代王者となる |                                                                   |                                                                                        |
| 第七試合 ウチコミ！presents KO-Dタッグ選手権試合 60分一本勝負 |                                                                   |                                                                                        |
| 船木誠勝 ◯坂口征夫 （第59代王者組） | 12分16秒 コーナー最上段からの神の右膝→片エビ固め                  | 石川修司● 遠藤哲哉 （挑戦者組）                                                        |
| 第59代王者組が2度目の防衛に成功 |                                                                   |                                                                                        |
| 第八試合 シブサワ・コウ35周年記念「信長の野望～俺たちの戦国～」戦国武将マッチ 30分一本勝負 |                                                                   |                                                                                        |
| ●高木三四郎＜豊臣秀吉＞ 武藤敬司＜武田信玄＞ 木高イサミ＜真田幸村＞ with徳田公華＜松姫＞ | 14分57秒 フェニックス・スプラッシュ→片エビ固め                    | 飯伏幸太＜織田信長＞◯ 秋山準＜上杉謙信＞ 関本大介＜柴田勝家＞ with入矢麻衣＜お市の方＞ |
| セミファイナル セキチューpresents DDT EXTREME級選手権ハードコアマッチ 60分一本勝負 |                                                                   |                                                                                        |
| ●葛西純 （第38代王者） | 19分7秒 特大ラダーの上からのダイビング・エルボー・ドロップ→体固め | 佐々木大輔◯ （挑戦者）                                                                 |
| 第38代王者が4度目の防衛に失敗、佐々木が第39代王者となる |                                                                   |                                                                                        |
| ※テーブルやイスといった使用するアイテムはセキチューから提供していただきます。 |                                                                   |                                                                                        |
| メインイベント グッドコムアセットpresents KO-D無差別級選手権試合 60分一本勝負 |                                                                   |                                                                                        |
| ●HARASHIMA （第60代王者） | 31分28秒 クロスアーム・ジャーマン・スープレックス・ホールド       | 竹下幸之介◯ （挑戦者）                                                                 |
| 第60代王者が4度目の防衛に失敗、竹下が第61代王者となる |                                                                   |                                                                                        |
| ※勝者には賞金200万円が贈呈されます。 |                                                                   |                                                                                        |